# Eugorgia multifida
Eugorgia multifida is een zachte koraalsoort uit de familie Gorgoniidae. De koraalsoort komt uit het geslacht Eugorgia. Eugorgia multifida werd in 1870 voor het eerst wetenschappelijk beschreven door Verrill. 